# Taenionema jacobii
Taenionema jacobii är en bäcksländeart som beskrevs av Stanger och Baumann 1993. Taenionema jacobii ingår i släktet Taenionema och familjen vingbandbäcksländor. Inga underarter finns listade i Catalogue of Life.